# 馬克·米道斯
馬克·蘭德爾·米道斯（英語：Mark Randall Meadows；1959年7月28日—）是美国的一位政治人物，自2013年開始擔任北卡罗来纳州第11選區的聯邦眾議員。他的黨籍是共和黨。他曾經是一名商人。2020年3月31日至2021年1月20日擔任白宮幕僚長。

## 白宮幕僚長
曾在川普第一任期擔任國防部長的艾斯培認為米道斯是一位不顧國家利益、堅持執行川普瘋狂命令的人。